# یوهان بچ
یوهان بچ (انگلیسی: Yohan Betsch؛ زادهٔ ۱۶ فوریهٔ ۱۹۸۷) بازیکن فوتبال اهل فرانسه است.
از باشگاه‌هایی که در آن بازی کرده‌است می‌توان به باشگاه فوتبال متس، ای‌اف‌سی توبیز، باشگاه فوتبال کلرمون فوت، و باشگاه فوتبال استراسبورگ اشاره کرد.